# 赫尔曼·弗尔林德
赫尔曼·路易斯·弗尔林德（荷蘭語：Herman Louis Verlinde，1962年1月21日—），荷兰理论物理学家， 弦理论家，普林斯顿大学教授。他是物理学家埃里克·弗尔林德的双胞胎兄弟。